# Oklejanka

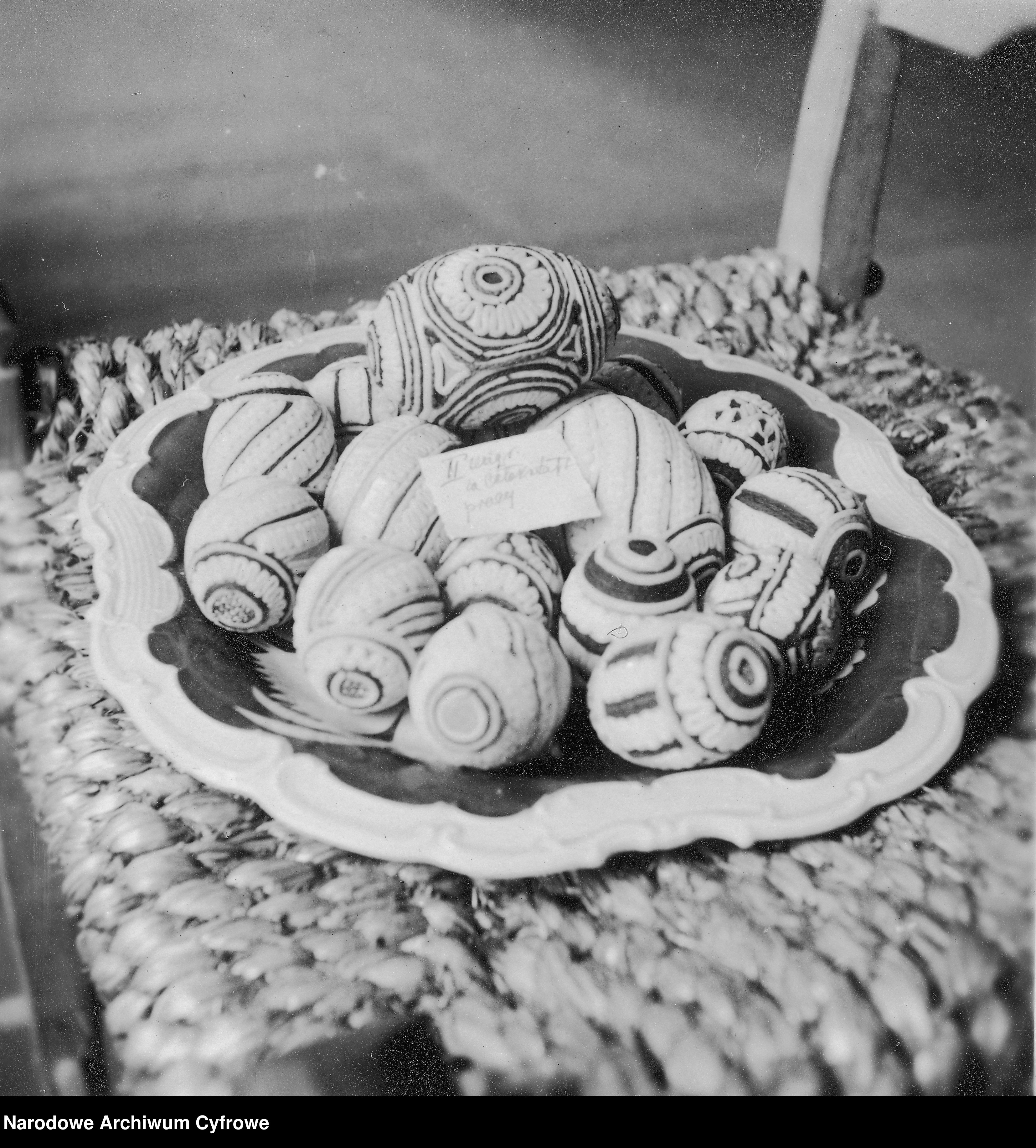
Oklejanki z Kurpi Białych

Oklejanka – charakterystyczny dla rejonu Puszczy Białej typ jajka wielkanocnego zdobionego rdzeniem sitowia i kolorowymi nitkami.
Ten typ wielkanocnego jaja znany jest również na terenie zachodniego Podlasia, jednak oklejanki Kurpiów Białych mają swoje specyficzne wzory oraz niekiedy materiały (koraliki, cekiny, złoty papier).

## Przygotowanie

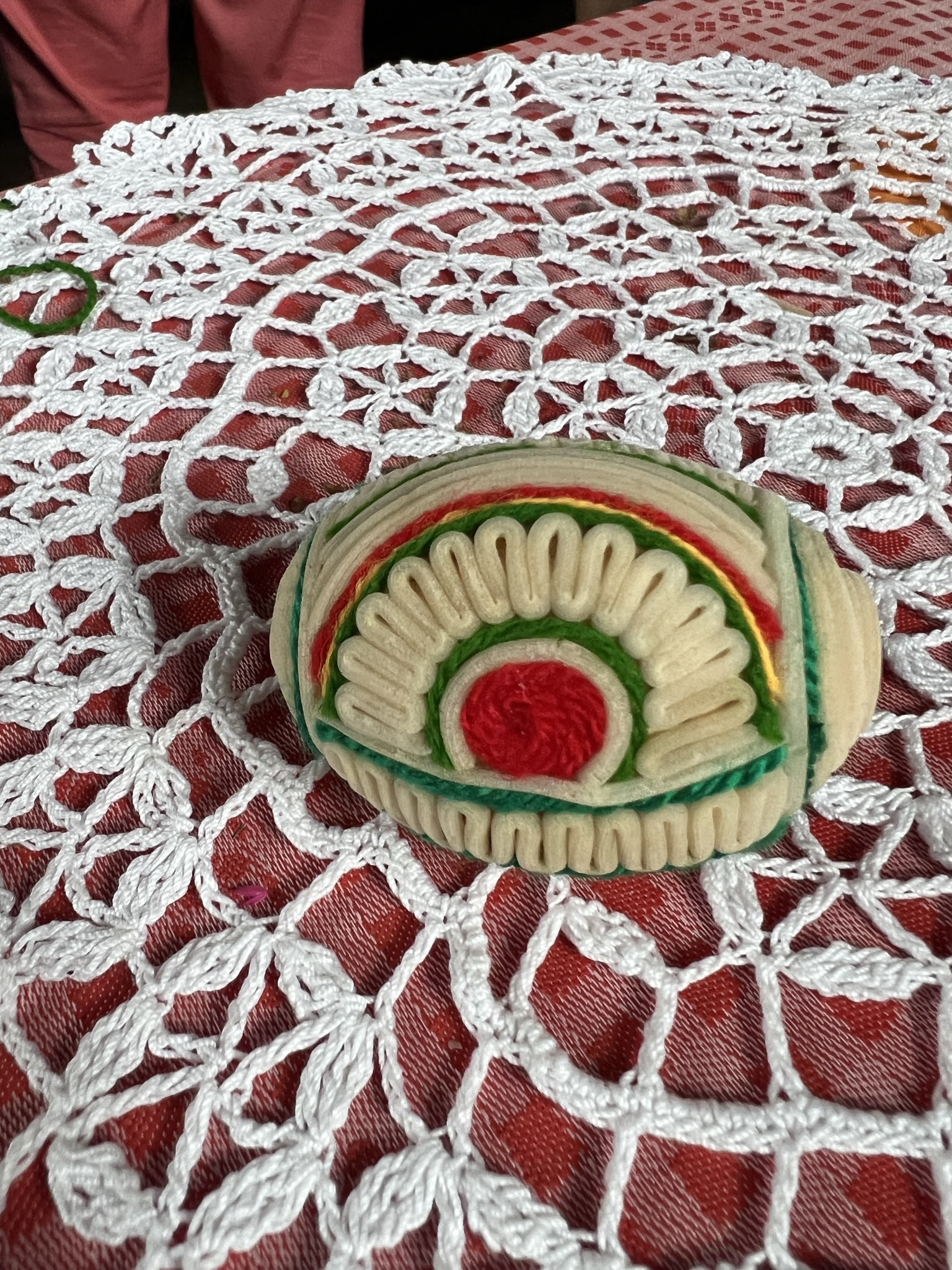
Oklejanka z Kurpi Białych – zbliżenie na wzór półkółka

Praca przy oklejankach zaczyna się już w sezonie jesienno-zimowym, kiedy to zbiera się z terenów bagiennych sitowie, które następnie suszy się przez około tydzień. Ususzone sitowie kroi się wzdłuż i wyciąga z niego miękki środek, który przechowuje się w chłodnym miejscu aż do okresu przed Wielkanocą, kiedy to wyciąga się sitowie i zawija w wilgotną, lnianą ściereczkę, by było elastyczne. Ważne jest przygotowanie wydmuszki (w skorupce jajka robi się dwie dziurki po przeciwnych stronach i wydmuchuje się żółtko i białko). Dziurki w skorupce zakleja się papierem. Istnieje specjalna technika przygotowania klajstru z gotowanej mąki żytniej z wodą, stosowana m.in. przez Halinę Witkowską. Klej ten wolniej zasycha, co pozwala na precyzyjne układanie sitowia na jajku. Najpierw okleja się oba końce jajka, zaczynając od okrąglejszego. Gdy obydwa wyschną, robi się gzygzaczki po obu stronach jajka, biegnące od jednego końca wydmuszki do drugiego. Następnie przystępuje się do ostatniego kroku oklejania – ułożenia sitowia w okrągłe lub półokrągłe wzory. Oklejanka poza białym rdzeniem sitowia dekorowana jest nitkami – najczęściej wypruwanymi z białokurpiowskiego fartucha. Inne nawiązanie do kiecki to wzory, które są przenoszone z haftu kurpiowskiego na oklejanki, np. półkółka czy kółka.

## Zwyczaje
Pisanki oklejane sitowiem wręczano w prezencie dzieciom, rodzicom chrzestnym, chrześniakom lub chrześniaczkom. Dziewczęta obdarowywały oklejankami wybranych chłopców. Wkładało się je również do święconki.